# Верхній Вербіж (гміна)
Ґміна Вербяж Вижни — адміністративна субодиниця Коломийського повіту Станіславського воєводства та у Крайсгауптманшафті Коломия Дистрикту Галичина Третього Райху. Село Верхній Вербіж було центром сільської ґміни Вербяж Вижни.
Утворена 1 серпня 1934 року згідно з розпорядженням Міністерства внутрішніх справ РП від 26 липня 1934 за підписом міністра Мар'яна Зиндрама-Косьцялковського під час адміністративної реформи з попередніх самоврядних сільських гмін Іспас, Ключув Вєльки, Куйданьце, Мишин, Сопув, Вербяж Ніжни, Вербяж Вижни.
У 1934 р. територія ґміни становила 114,5 км². Населення ґміни станом на 1931 рік становило 15 672 особи. Налічувався 3 861 житловий будинок.
Ґміна ліквідована в 1940 р. у зв'язку з утворенням району.
Гміна (волость) була відновлена на час німецької окупації з липня 1941 р. до березня 1944 р.
На 1.03.1943 населення ґміни становило 15 052 особи..
Після зайняття території ґміни Червоною армією в 1944 р. ґміну ліквідовано і відновлений поділ на райони.